# Aja (album)
Aja je šesté studiové album skupiny Steely Dan. Vydáno bylo v září roku 1977 společností ABC Records a jeho producentem byl Gary Katz. V americké hitparádě se umístilo na třetí příčce, v britské na páté. Album bylo oceněnou cenou Grammy a získalo platinovou desku. Magazín Rolling Stone jej zařadil na 145. příčku žebříčku 500 nejlepších alb všech dob.

## Seznam skladeb
Autory všech skladeb jsou Walter Becker a Donald Fagen.
1. „Black Cow“ – 5:10
2. „Aja“ – 7:57
3. „Deacon Blues“ – 7:33
4. „Peg“ – 3:57
5. „Home at Last“ – 5:34
6. „I Got the News“ – 5:06
7. „Josie“ – 4:33

## Obsazení
- Donald Fagen – zpěv, syntezátor, píšťalka, doprovodné vokály
- Walter Becker – baskytara, kytara
- Victor Feldman – elektrické piano, vibrafon, klavír, perkuse
- Joe Sample – elektrické piano, clavinet
- Paul Griffin – elektrické piano, doprovodné vokály
- Michael Omartian – klavír
- Don Grolnick – clavinet
- Larry Carlton – kytara
- Lee Ritenour – kytara
- Denny Dias – kytara
- Dean Parks – kytara
- Steve Khan – kytara
- Jay Graydon – kytara
- Chuck Rainey – baskytara
- Paul Humphrey – bicí
- Steve Gadd – bicí
- Bernard Purdie – bicí
- Rick Marotta – bicí
- Ed Greene – bicí
- Jim Keltner – bicí, perkuse
- Gary Coleman – perkuse
- Tom Scott – saxofon, lyricon, aranžmá
- Wayne Shorter – saxofon
- Pete Christlieb – saxofon
- Jim Horn, Bill Perkins, Plas Johnson, Jackie Kelso – saxofony, flétny
- Chuck Findley – žestě
- Lou McCreary – žestě
- Slyde Hyde – žestě
- Michael McDonald – doprovodné vokály
- Timothy B. Schmit – doprovodné vokály
- Clydie King – doprovodné vokály
- Sherlie Matthews – doprovodné vokály
- Venetta Fields – doprovodné vokály
- Rebecca Louis – doprovodné vokály